# Departamento de General Belgrano (kommun i La Rioja)
Departamento de General Belgrano är en kommun i Argentina.   Den ligger i provinsen La Rioja, i den centrala delen av landet, 900 km nordväst om huvudstaden Buenos Aires.
Omgivningarna runt Departamento de General Belgrano är i huvudsak ett öppet busklandskap. Runt Departamento de General Belgrano är det mycket glesbefolkat, med 3 invånare per kvadratkilometer.